# Néac
Néac és un municipi francès, situat al departament de la Gironda i a la regió de la Nova Aquitània. És un dels municipis situats al País Gavai o Gavacheria, que tot i trobar-se geogràficament a Occitània és de parla oïl (saintongesa)

## Demografia
| 1962                                       | 1968 | 1975 | 1982 | 1990 | 1999 | 2007 |
| ------------------------------------------ | ---- | ---- | ---- | ---- | ---- | ---- |
| 489                                        | 548  | 508  | 509  | 463  | 403  | 407  |
| Des de 1962: població sense dobles comptes |      |      |      |      |      |      |

## Administració
| Període | Identitat        | Partit |
| ------- | ---------------- | ------ |
| 2008-   | Georges Briffaut |        |